# Safedisc
Safedisc är ett kopieringsskydd för CD-romskivor. Safedisc använder sig av overburn och kännetecknas dessutom av att man hittar filerna 00000001.TMP, clcd16.dll, clcd32.dll och clokspl.exe i rotkatalogen på CD:n.